# 1,4-benzochinone
L'1,4-benzochinone (o p-benzochinone, leggi: para-benzochinone) è un chinone.
Puro, si presenta in forma di cristalli di colore giallo intenso aventi un caratteristico odore sgradevole, che ricorda vagamente il cloro o la candeggina. È il prodotto di ossidazione dell'idrochinone.
Chimicamente, reagisce in molti modi: come un chetone formando ossime, come ossidante riducendosi a idrochinone, come un alchene dando reazioni di addizione e come dienofilo nelle reazioni di Diels-Alder. Acidi e basi forti lo decompongono.
Industrialmente si ottiene per ossidazione del diisopropilbenzene, attraverso il riarrangiamento di Hock del corrispondente bis-idroperossido. L'acetone è un sottoprodotto della reazione.
Un altro processo industriale passa invece per l'idrossilazione del fenolo con perossido di idrogeno in ambiente acido, a dare idrochinone e catecolo. L'1,4-benzochinone si ottiene dalla successiva ossidazione dell'idrochinone.
Lo storico processo di ossidazione dell'anilina con diossido di manganese è stato abbandonato in molti paesi per ragioni ambientali.